# CJ웰케어
CJ웰케어는 대한민국의 건강기능식품 제조업체다. 지난해 2022년 CJ제일제당으로부터 분사하여 설립된 회사로 본사는 서울특별시에 있다.

## 회사 현황
- 설립일 : 2022년 1월 3일
- 대표이사 : 윤상배
- 업종 : 건강기능식품 제조업
- 본사 소재지 : 서울 중구 세종대로 14, B동 5층, 6층
- 종업원 : 125명

## 대표 제품
- 바이오코어
- 이너비
- 팻다운
- 한뿌리
- 전립소
- 닥터뉴트리
- 아이시안

## 같이 보기
- CJ그룹